# Доминик Монахан
Доминик Монахан (на английски: Dominic Bernard Patrick Luke Monaghan, Доминик Бърнард Патрик Люк Монахан) е английски актьор.

## Биография
Роден е на 8 декември 1976 г. в Берлин, Германия. Той привлича вниманието с ролята си в „Хети Уейнтроп разследва“ от 1996 г. Ролята му е била предложена, когато учил английска литература, драма и география. Когато е на дванадесет, той и семейството му се местят в Англия.

## Филмография
- „Поглед в бъдещето“ (сериал; 2009 – 2010) – Саймън
- „Х-Мен Началото: Върколак“ (2009) – Крис Брадли
- I Sell the Dead (2007) – Артър Блейк
- „Да застреляш Ливиен“ (2005) – Оуен
- The Purifiers (2004) – Сол
- „Изгубени“ (сериал; 2004 – 2010) – Чарли Пейс
- Spivs (2004) – Goat
- „Властелинът на пръстените: Завръщането на краля“ (2003) – Мериадок (Мери) Брендифук
- „Властелинът на пръстените: Двете кули“ (2002) – Мериадок (Мери) Брендифук
- „Властелинът на пръстените: Задругата на Пръстена“ (2001) – Мериадок (Мери) Брендифук
- „В търсене на Пръстена“ (2001) – себе си, Мериадок (Мери) Брендифук

## „Изгубени“
Става известен с ролята на Чарли в „Изгубени“.

## Личен живот
Има романтична връзка с Еванджелин Лили от 2004 до 2009 г.